# Internazionali d'Italia 1974
Italian Open 1974 - чоловічий і жіночий тенісний турнір, що проходив на відкритих кортах з ґрунтовим покриттям Foro Italico в Римі (Італія). Чоловічі змагання належали до серії Commercial Union Assurance Grand Prix 1974, жіночі - Women's International Grand Prix. Тривав з 26 травня до 3 червня 1974 року. Титули в одиночному розряді виграли третій сіяний Бйорн Борг і перша сіяна Кріс Еверт.
Філіпп Шатріє, президент Тенісної федерації Франції (FTF) заборонив другим сіяним Джиммі Коннорсу та Івонн Гулагонг брати участь у тогорічному турнірі, бо обидва підписали контракт на участь у лізі World Team Tennis (США).

## Фінальна частина

### Одиночний розряд, чоловіки
Бйорн Борг —  Іліє Настасе 6–3, 6–4, 6–2
- Для Борга це був 4-й титул в одиночному розряді за сезон і за кар'єру.

### Одиночний розряд, жінки
Кріс Еверт —  Мартіна Навратілова 6–3, 6–3

### Парний розряд, чоловіки
Браян Готтфрід'/  Рауль Рамірес —  Хуан Хісберт /  Іліє Настасе 6–3, 6–2, 6–3

### Парний розряд, жінки
Кріс Еверт /  Ольга Морозова —  Гельга Мастгофф /  Гайде Орт w.o.

## Нотатки
1. ↑  Мастгофф зналася перед фіналом через травму коліна.[3]